# 認知神経科学
認知神経科学（にんちしんけいかがく、英語: cognitive neuroscience）とは認識の生物学的メカニズムを科学的に研究する学術分野で、心理プロセスとその行動面での表れ方の神経基盤に特に焦点を当てている。認知神経科学は、心理/認知的機能が神経回路によってどのように生み出されるかという疑問に答えようとする学問でもある。認知神経科学は心理学と神経科学の両方から生まれた分野で、認知心理学、心理生物学、神経生物学などの諸分野を統一する、またはそれらと重なり合う分野である。fMRIが誕生する以前は、認知神経科学は認知心理生理学と呼ばれていた。認知神経科学は実験心理学や神経生物学を背景に持ちながら、精神医学、神経学、物理学、言語学、数学からも広がっていく分野でもある。 
認知神経科学で用いられる手法として、精神物理学と認知心理学で用いられてきた実験パラダイムや、脳機能イメージング、神経系の電気生理学的研究手法があるが、最近では認知ゲノミクスや行動ゲノミクスといった手法も増えてきている。精神病理学における認知障害を持った患者の臨床研究は認知神経科学の重要な側面を構成している。主要な理論的アプローチとしては、計算論的神経科学や、より古くからは、心理検査のような記述的認知心理学の理論のようなものがある。

## 科学的源流

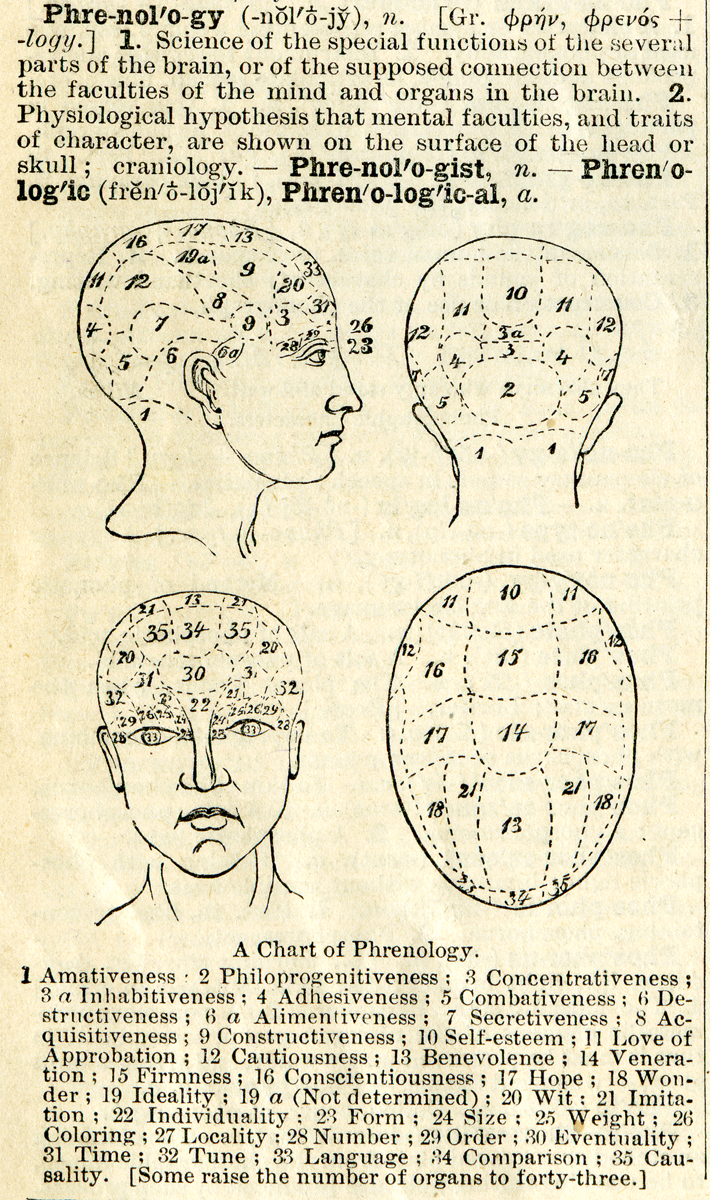
1895年のウェブスター現代英英辞典に掲載された骨相学による脳の地図。
ガルによれば、脳は、色、 音、言語、名誉、友情、芸術、哲学、盗み、殺人、謙虚、高慢、社交などといった精神活動に対応した27 個の〈器官〉の集まりであるとされた。

### 骨相学
認知神経科学の源流として骨相学がある。骨相学は精神的気質が頭蓋骨の形状によって決定されるとした疑似科学的理論である。19世紀初頭、フランツ・ヨーゼフ・ガル (Franz Joseph Gall) とヨハン・ガスパー・シュプルツハイム（Johann Gasper Spurzheim）はヒトの脳を27個の〈器官〉の集まりであると考えた。彼らの著書である『神経系、とくに脳の解剖学と生理学』において、ガルは脳のより隆起した部位はその人がより頻繁に使用する部位であると主張した。この理論は欧米で大いに流行し、骨相学誌の発行とヒトの頭部の隆起を計測する骨相計測計（phrenometer）なるものまで生まれた。 

### 領域の統合物としての脳
フランスの実験心理学者であったピエール・フローレンス（Pierre Flourens）は骨相学に挑んだ多くの科学者の1人である。彼はウサギと鳩の研究を通して、脳のある特定の領域の切除を行っても行動において認識可能な変化を起こさないことを示した。彼は脳が領域の統合物である、つまりある1つの行動に対して異なる複数の脳の領域が関わるとする理論を提唱し、脳機能局在論を否定した。

### 新しい局在論者
ジョン・ヒューリングス・ジャクソン（John Hughlings Jackson）などの科学者によるヨーロッパでの研究は、行動の主要な観点としての局在論を再び出現させた。ジャクソンは脳損傷、特にてんかんの患者の研究を行った。彼はてんかん患者がその発作の際にほぼいつも同様の間代性と緊張性の筋収縮を起こすことから、てんかんの発作は毎回、同じ場所で発生していると考えた。 ジャクソンは後の大脳葉の考え方に決定的となる、脳のマップを作成した。

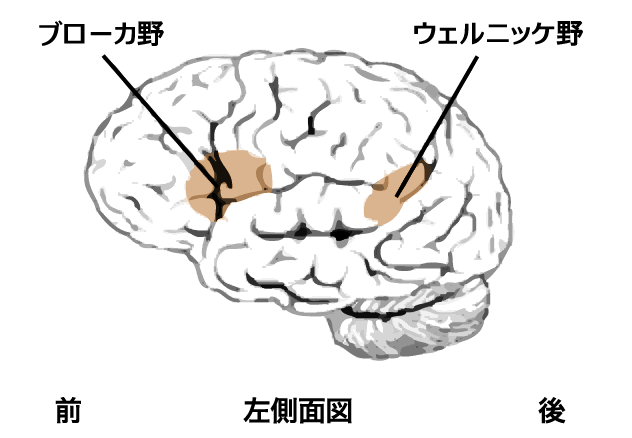
ブローカ野とウェルニッケ野のおおよその位置が茶色で示されている

1861年、フランスの神経科学者のポール・ブローカ（Paul Broca）は偶然、言葉を理解することは出来るが話すことが出来ない男性に出会った。その男性は"タン"としか話すことが出来なかった。後に彼は左前頭葉にあるブローカ野と呼ばれる領域に損傷を受けていることが分かった。ドイツの神経科学者であるカール・ウェルニッケ（Carl Wernicke）は似たような患者で、流暢に話すことは出来るが、会話が意味を成していない患者に出会った。この患者は脳梗塞を起こしていて、音声言語や文字言語を理解することが出来なかった。彼は、左頭頂葉と側頭葉の境界付近、今で言うウェルニッケ野に損傷を受けていた。これらのケースは局在論の強い証拠となるものであった。何故ならどちらの場合も脳の特定の領域の損傷が特定の機能の変化を起こしていたからである。
1870年、ドイツの内科医のエドワルド・ヒッツィヒ（Eduard Hitzig）とグスタフ・フリッシュ（Gustav T.Fritsch）は動物の行動に関する彼らの発見について論文を発表した。ヒッツィヒとフリッシュはイヌの大脳皮質を電気的に刺激することで、その刺激する場所に特有の行動をイヌに引き起こさせた。異なる領域の刺激が異なる行動を引き起こしたことから、彼らは行動はその細胞レベルで制御されているとした。ドイツの神経科学者のコルビニアン・ブロードマン （Korbinian Brodmann）は、フランツ・ニッスル（Franz Nissl）によって開発された脳の異なる種類の細胞を染色する組織染色法に注目した。彼はこの染色法を用いて、1909年にヒトの脳を52の異なる領域に分ける、現在ブロードマンの脳地図と呼ばれている区分を作った。彼の作成した区分は視覚野における17野と18野の区分など、多くの脳領域について非常に正確なものであった。

### ニューロン説
20世紀初頭、サンティアゴ・ラモン・イ・カハール（Santiago Ramon y Cajal）とカミッロ・ゴルジ（Camillo Golgi）はニューロンの研究に着手した。ゴルジは銀染色法によって特定の領域の特定の細胞全体を染色することを可能にした。それにより、彼はニューロンはそれぞれに結合して、1つの細胞質を作っているとする『網状説』を提唱した。カハールはこの説に対し、ミエリンの少ない脳の領域を染色することにより、ニューロンは互いに分離した細胞であるとする『ニューロン説』を主張した。後の時代の電子顕微鏡を用いた実験研究によって、個々のニューロンの細胞膜は互いに独立していることが確かめられ、ニューロン説が実証されるに至り、神経科学における基本的な概念となった。ゴルジとカハールは共に、ニューロン説に関わる彼らの仕事によって、1906年にノーベル生理学・医学賞を受賞している。

## 科学的な基盤
1956年の9月11日、認知科学者の大きな会合がマサチューセッツ工科大学で行われた。ジョージ・ミラー (George A. Miller) は、彼自身の説である"マジック・ナンバー7±2説"に関する論文を発表し、ノーム・チョムスキー (Noam Chomsky) とアレン・ニューウェル (Allen Newell)、ハーバート・サイモン (Herbert Simon) が自身の計算機科学での発見を発表した。ウルリック・ナイサー (Ulric Neisser) はこれらの発見の多くについて、1967年の自身の著書である『認知心理学』においてコメントを残している。"心理学"は1950年代から1960年代にかけて衰えつつあり、代わって"認知科学"と呼ばれる新たな領域が出現していた。ミラーなどの行動主義者は、一般的な行動から、言語表現にその主分野を移し始めた。また、デビッド・マー (David Marr) による記憶の階層的表現は、多くの心理学者に知的能力の多くはアルゴリズムを含む脳の多くの処理を必要とするという考えを抱かせるものであった。

## 認知神経科学のトピック
- 注意
- 変化の見落とし (change blindness)
- 意識
- 意思決定
- 学習
- 記憶
- ミラーニューロン
- ミスマッチ・ネガティヴィティー (mismatch negativity)

## 認知神経科学の方法
- 精神物理学
- 認知心理学
- 生理心理学
- 認知神経心理学
- 脳波計
- 脳磁図
- fMRI
- ポジトロン断層法
- 単一光子放射断層撮影
- 単一神経細胞活動記録

## 関連文献
- Krill, A. L., Platek, S. M., Goetz, A. T., & Shackelford, T. K. (2007). Where evolutionary psychology meets cognitive neuroscience: A precis to evolutionary cognitive neuroscience. Evolutionary Psychology, 5, 232-256. 全文